# Feurs
Feurs è un comune francese di 7 951 abitanti situato nel dipartimento della Loira della regione dell'Alvernia-Rodano-Alpi.
Fu nel territorio di Feurs, precisamente nel castello di Cleppé, che il 27 ottobre 1452, con la mediazione del cardinale Guillaume d'Estouteville, fu stipulato il trattato che poneva fine alle controversie fra l'allora re di Francia Carlo VII ed il duca di Savoia, Ludovico.

## Società

### Evoluzione demografica
Abitanti censiti